# Villovela de Pirón
Villovela de Pirón es una localidad española perteneciente al municipio de Escobar de Polendos, en la provincia de Segovia, comunidad autónoma de Castilla y León, España. En 2021 contaba con 55 habitantes.

## Topónimo
En 1247 se cita como Villevela, pasando a llamarse Villovela en el siglo XVI. En el siglo XX se le añadió el «de Pirón» en referencia al río de la zona. Su nombre significa villa de Vela, nombre de quien lo repobló que debía ser de origen vasco. La coletilla «de Pirón» aparece en el nombre de la mayoría de pueblos de la zona, procede del río Pirón, que bordea la localidad.

## Demografía
| 74            | 84 | 80 | 76 | 70 | 60 | 67 | 62 | 62 | 61 | 55 | 57 |
| (Fuente: INE) |    |    |    |    |    |    |    |    |    |    |    |

## Patrimonio

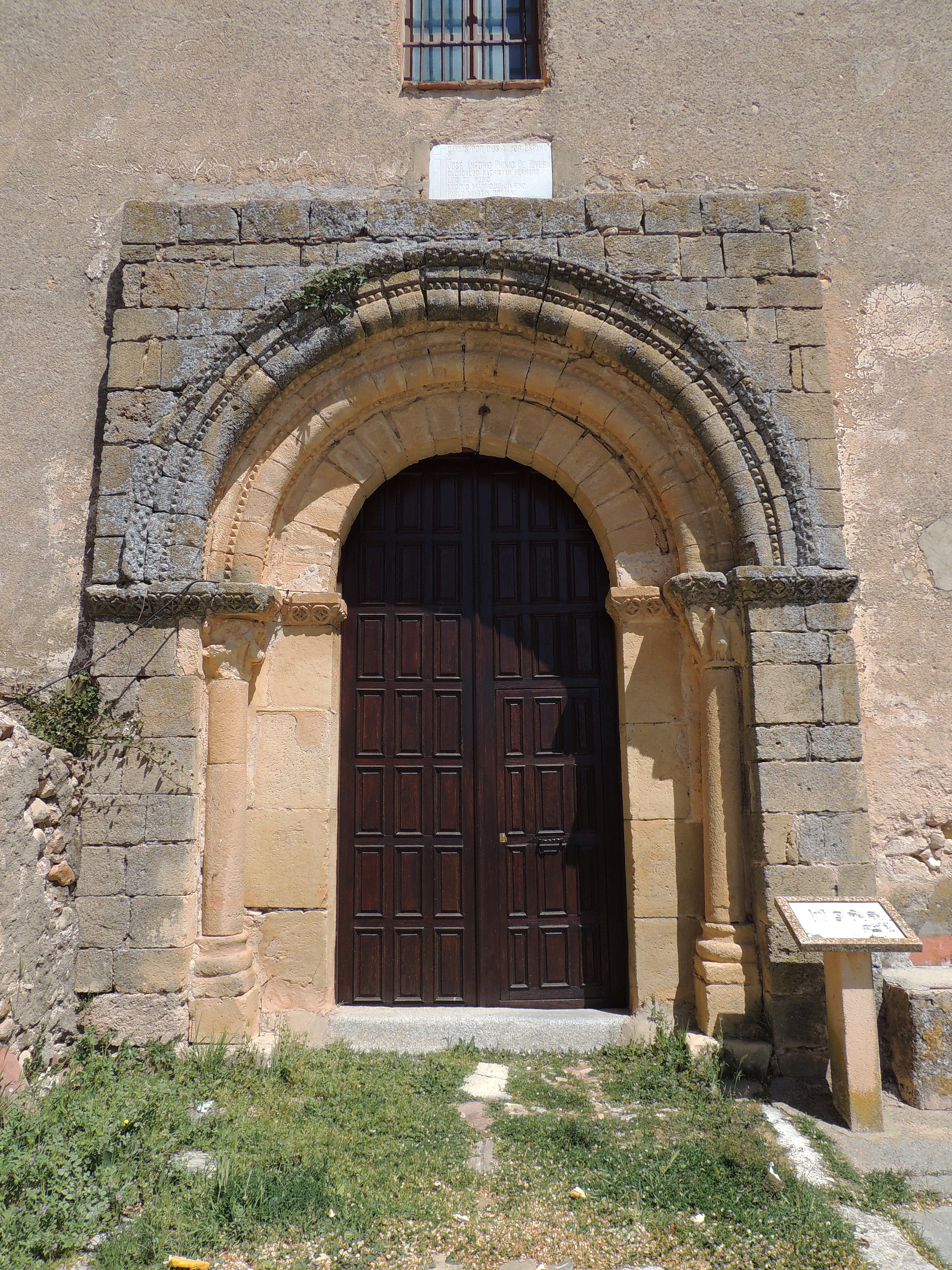
Portada de la iglesia

- La Iglesia de La Purificación de Nuestra Señora de las Candelas se encuentra en la zona alta del pueblo. Conserva bastante bien el ábside y la portada de esta época. Su retablo mayor es de estilo barroco, hecho en 1700, probablemente por Eugenio de la Cruz;[2]
- Pilón.

## Cultura

### Fiestas
- Virgen de la Candelaria: 2 de febrero
- La Cruz de mayo: 3 de mayo
- Diversos actos culturales y de entretenimiento a lo largo del año por parte de la Asociación Cultural La Panera

### Leyenda del Tuerto Pirón
El Tuerto de Pirón era un bandolero nacido en el municipio de Santo Domingo de Pirón. Fernando Delgado Sanz, apodado el Tuerto de Pirón, robaba a los ricos, asaltaba iglesias y caminos, Villovela de Pirón en el entorno del río Pirón fue uno de los lugares donde tuvo más actividad.